# Pristimantis rozei
Pristimantis rozei es una especie de anfibio anuro de la familia Craugastoridae.

## Distribución
Esta especie es endémica del estado de Aragua en Venezuela. Habita en Curucuruma a unos 1000 m de altitud.

## Etimología
Esta especie lleva el nombre en honor a Jánis Arnold Roze.

## Publicación original
- Rivero, 1961 : Salientia of Venezuela. Bulletin of the Museum of Comparative Zoology, vol. 126, p. 1-207[5]